# ألان إل. بنسون
ألان إل. بنسون (بالإنجليزية: Allan Louis Benson)‏ هو صحفي وسياسي أمريكي، ولد في 6 نوفمبر 1871 في مقاطعة كينت في الولايات المتحدة، وتوفي في 19 أغسطس 1940 في يونكيرس في الولايات المتحدة. حزبياً، نشط في الحزب الاشتراكي الأمريكي وSocial Democratic League of America ‏.

## روابط خارجية
- ألان إل. بنسون على موقع الموسوعة البريطانية (الإنجليزية)